# Malësi e Madhe
Malësi e Madhe is een stad (bashki) met 31.000 inwoners en een oppervlakte van 950 km². Het ligt in het noordwesten van het land in de prefectuur Shkodër.

## Bestuurlijke indeling
Administratieve componenten (njësitë administrative përbërëse) na de gemeentelijke herinrichting van 2015 (inwoners tijdens de census 2011 tussen haakjes):
Gruemirë (8890) • Kastrat (6883) • Kelmend (3056) • Koplik (3734) • Qendër (4740) • Shkrel (3520).
De stad wordt verder ingedeeld in 58 plaatsen: Aliaj, Bajzë, Bogë, Bogiç-Palvar, Boriç i Madh, Boriç i Vogël, Bratosh, Brojë, Bzhetë, Bzhetë-Markaj, Dedaj, Demiraj, Dobër, Gjormë, Goraj-Budishtë, Gradec, Grilë, Grudë-Fushë, Gruemirë, Hot, Ivanaj, Jeran, Jubicë, Kalldrun, Kamicë-Flakë, Kastrat, Kerraj, Kokpapaj, Koplik i Sipërm, Koplik, Kozhnje, Ktosh, Kurtë, Lëpushë, Linajegç-lepurosh, Lohe e Poshtme, Lohe e Sipërme, Mshqerrë, Nikç, Omaraj, Pjetroshan, Premal, Qaf-Gradë, Rapshë, Reç, Rrash, Rrepisht, Selcë, Stërbeq, Tamarë, Vajush, Vermosh, Vorfë, Vrith, Vuç-Kurtaj, Vukël, Vukpalaj, Zagorë.

## Bevolking
In de periode 1995-2001 had het district een vruchtbaarheidscijfer van 2,77 kinderen per vrouw, hetgeen hoger was dan het nationale gemiddelde van 2,47 kinderen per vrouw.
Belsh · Berat · Bulqizë · Cërrik · Delvinë · Devoll · Dibër · Dimal · Divjakë · Dropull · Durrës · Elbasan · Fier · Finiq · Fushë-Arrëz · Gjirokastër · Gramsh · Has · Himarë · Kamëz · Kavajë · Këlcyrë · Klos · Kolonjë · Konispol · Korçë · Krujë · Kuçovë  · Kukës · Kurbin · Lezhë · Libohovë · Librazhd · Lushnjë · Malësi e Madhe · Maliq · Mallakastër · Mat · Memaliaj · Mirditë · Patos · Peqin  · Përmet · Pogradec · Poliçan · Prrenjas · Pukë · Pustec · Roskovec · Rrogozhinë · Sarandë · Selenicë · Shijak · Shkodër · Skrapar · Tepelenë · Tirana · Tropojë · Vau i Dejës · Vlorë · Vorë

Deelgemeenten · Gemeenten · Prefecturen